# Ritratto di Jeanne Gonin
Il Ritratto di Jeanne Gonin (Portrait de Mademoiselle Gonin) è un dipinto a olio su tela del pittore francese Jean-Auguste-Dominique Ingres, risalente al 1821. L'opera è conservata al Taft Museum of Art di Cincinnati, negli Stati Uniti d'America.

## Storia e descrizione
Il quadro ritrae Jeanne-Suzanne-Catherine Gonin, un'esponente della famiglia svizzera dei Gonin che Ingres conosceva in quanto era un'amica di sua moglie Madeleine Chapelle, oltre a essere la sorella del suo amico Jean-Pierre Gonin. Probabilmente l'opera venne commissionata dal compagno di Jeanne, Pyrame Thomegeux, con il quale ella viveva a Fiesole e che avrebbe sposato un anno dopo. Il quadro rimase di proprietà dei discendenti dell'effigiata fino al 1923, tranne per una parentesi di cinque mesi nel 1896: allora il quadro venne messo in vendita in quanto il figlio di Jeanne, Antoine Thomegeux, stava affrontando un periodo di condizioni economiche difficili, e venne acquistato da Edgar Degas, che in seguito gli ridiede l'opera quando le sue condizioni economiche migliorarono.
Ritratta a mezzo busto, con le braccia davanti al petto, Jeanne Gonin osserva lo spettatore mentre accenna un sorriso. La donna indossa un abito di raso nero arricchito da un colletto di pizzo bianco e porta alcuni gioielli (una collana e degli anelli), che sono pochi se messi a confronto con l'opulenza presente in altri ritratti successivi dipinti da Ingres. L'intento dell'artista era di ritrarre Jeanne così com'era, senza aver bisogno di vestiti eleganti, di accessori lussuosi o di oggetti di contorno, ragion per cui anche lo sfondo è neutro invece di riportare particolari di un interno. Lo studioso Georges Vigne notò come questa sia l'unica opera che l'artista firmò "D. Ingres".